# Liebfrauenkirche (Neustadt am Rübenberge)

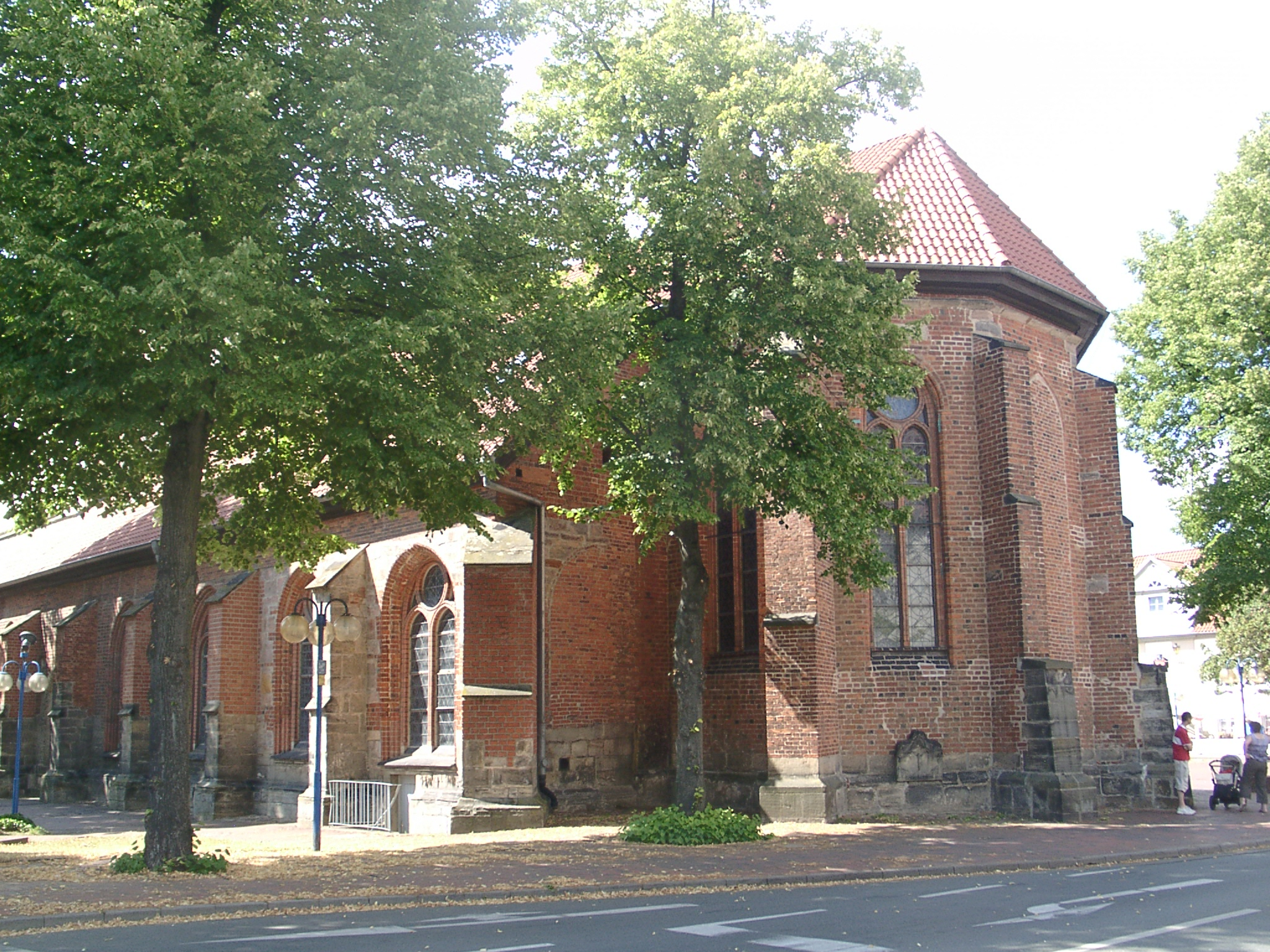
Liebfrauenkirche (Neustadt am Rübenberge)

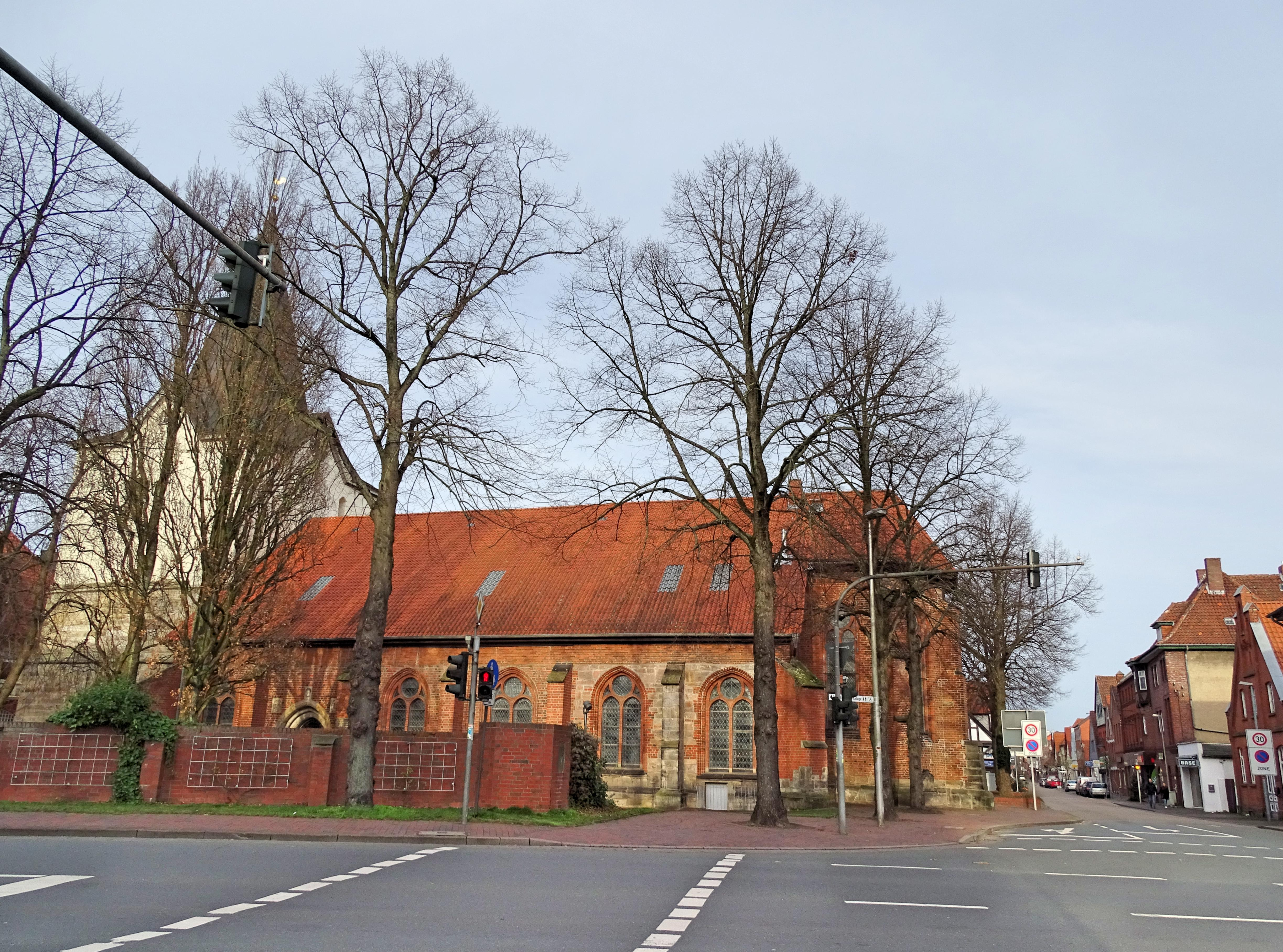
Ansicht von Süden

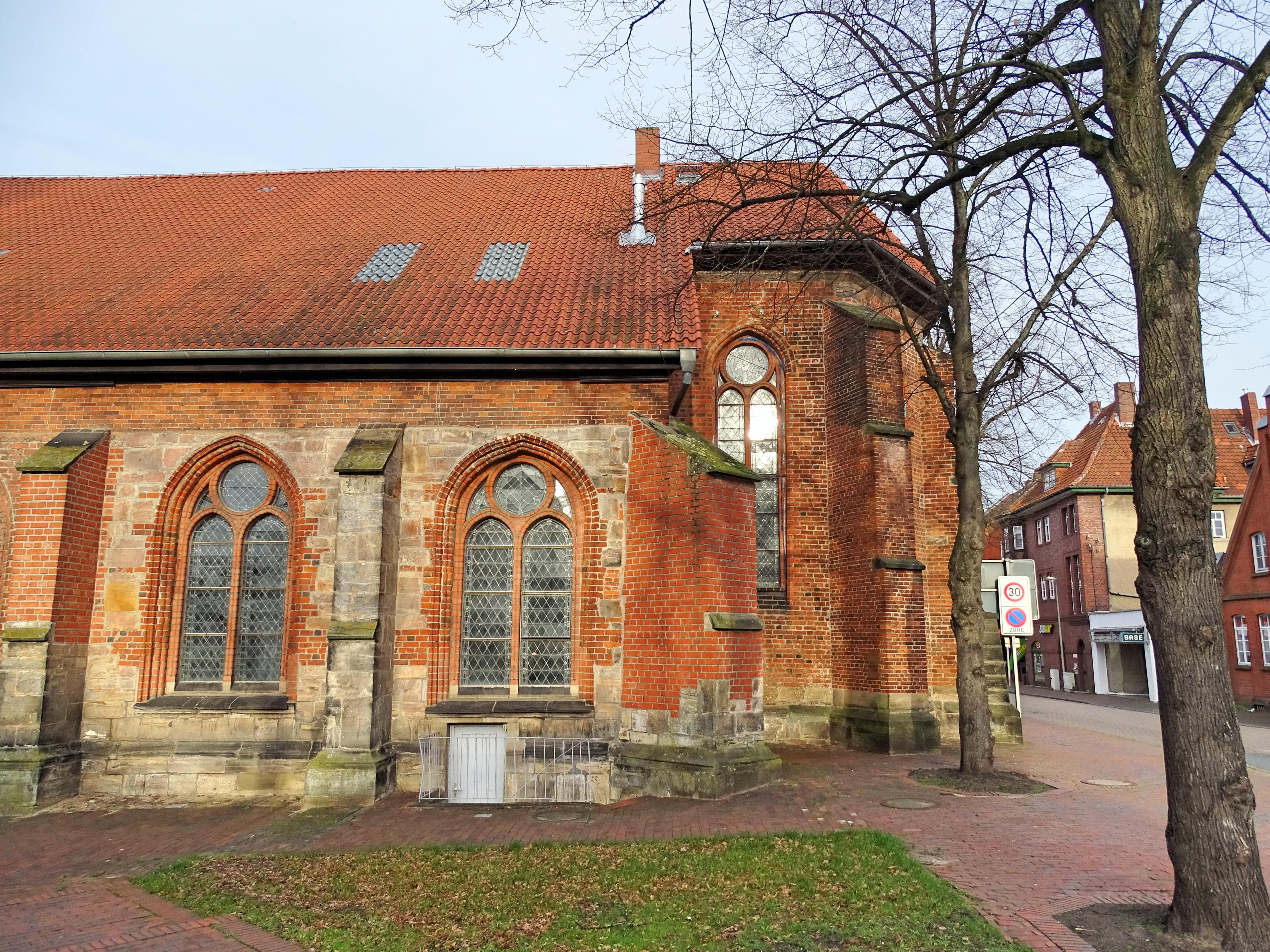
Ostteile

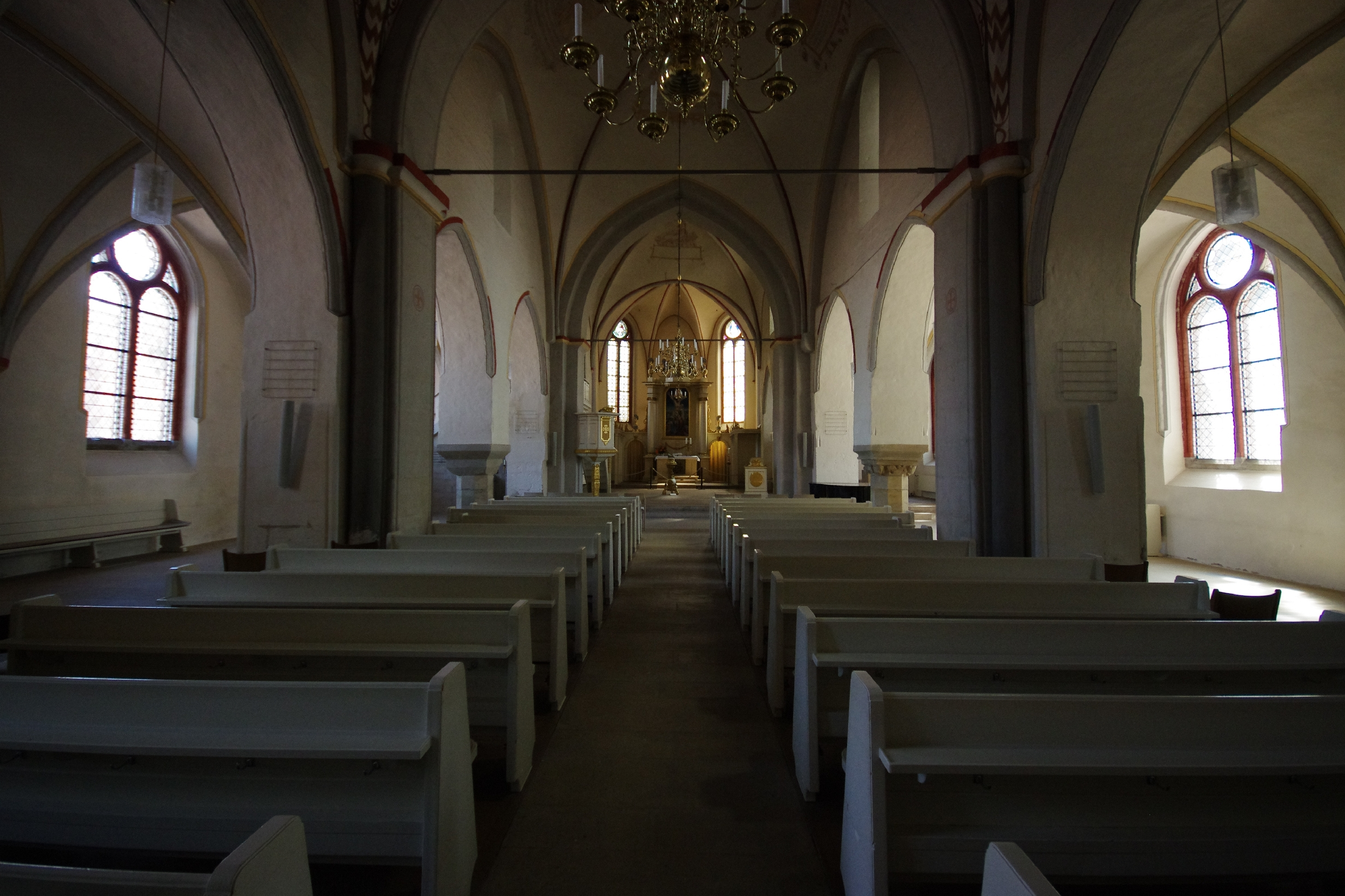
Innenansicht

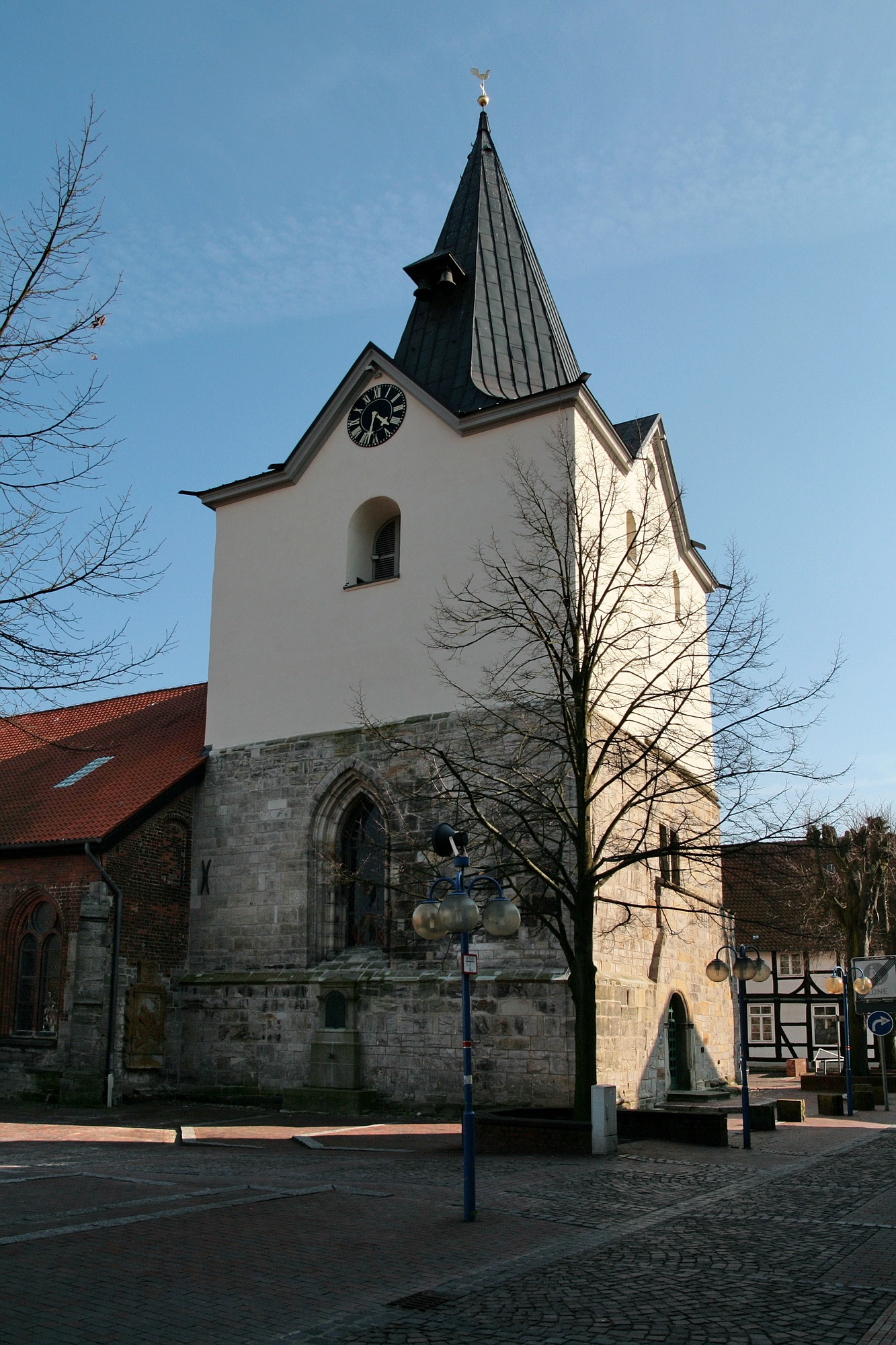
Westturm

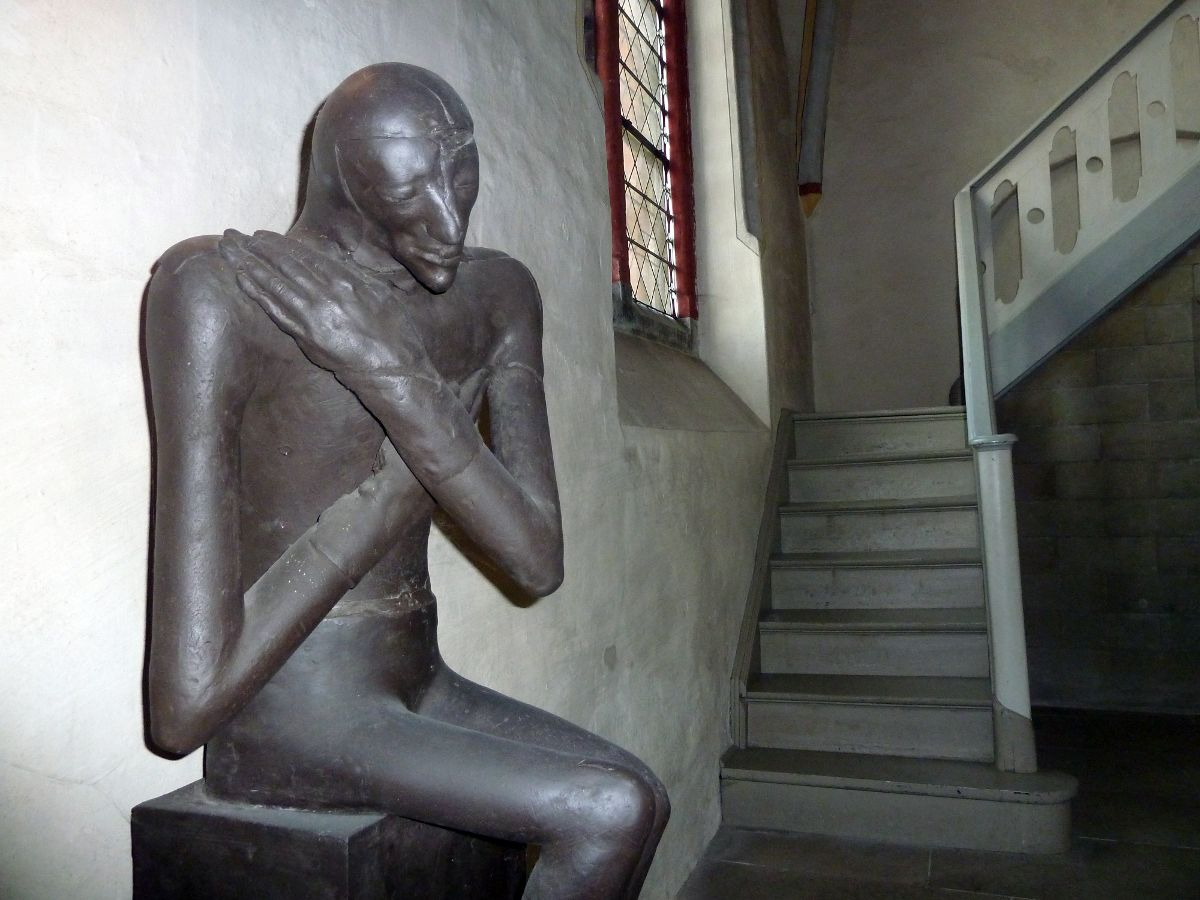
Ecce homo. Tonfigur von Peter Marggraf

Die evangelische Liebfrauenkirche ist eine frühgotische, mehrfach umgebaute Backsteinkirche in Neustadt am Rübenberge in der Region Hannover in Niedersachsen. Sie ist die Kirche der evangelischen Gemeinde Liebfrauen in Neustadt am Rübenberge im Kirchenkreis Neustadt-Wunstorf der  Evangelisch-lutherischen Landeskirche Hannovers.

## Geschichte
Das Marienpatrozinium der Kirche in Neustadt ist erst ab 1370 zu belegen; vorher war die Kirche dem heiligen Petrus geweiht. Das heutige Bauwerk wurde ab der Mitte des 13. Jahrhunderts vermutlich als Pfarrkirche erbaut und war zwischenzeitlich von 1280 bis 95 eine Augustinerstiftskirche. Nach einer Inschrift neben dem Südportal wurde die Kirche in den Jahren 1500–1502 eingreifend umgebaut. Nach dem Stadtbrand von 1727 wurde die Wiederherstellung durch König Georg II. finanziert. Nach 1787 wurde die Kirche noch mehrmals restauriert, wobei das Dach eine flachere Neigung und die Kirche eine spätbarocke Ausstattung erhielt. Bei einer Restaurierung in den Jahren 1979/82 wurde das Außenmauerwerk instand gesetzt.

## Architektur
Die Kirche ist eine dreischiffige Pseudobasilika zu drei Jochen mit einem Chor mit Fünfachtelschluss und einem mächtigen quadratischen Westturm. Von der in der Mitte des 13. Jahrhunderts in Sandsteinquadermauerwerk errichteten und im Gebundenen System gewölbten Basilika sind noch das Turmuntergeschoss, die Mauersubstanz der beiden westlichen Mittelschiffsjoche und des später in Bruchstein angefügten Chorjochs, das westliche Mittelschiffsjoch und die beiden Langhausportale erhalten. Das Turmuntergeschoss war für eine Wölbung vorbereitet und ist ganz zum Langhaus hin geöffnet sowie mit einem reich profilierten Fenstergewände an der Nordseite versehen.
Das Bauwerk zeigt wie die großen Kirchen des mittleren 13. Jahrhunderts im Weser-Leine-Gebiet (Klosterkirche Loccum, Kloster Barsinghausen und das Hamelner Münster St. Bonifatius) eine Verbindung von westfälischen und sächsischen Bauformen. Charakteristisch ist in diesem Zusammenhang die Gestaltung des Pfeilerpaars zwischen den Mittelschiffsjochen, bei dem die Wandvorlage jeweils von Runddiensten begleitet wird. Im mittleren Joch sind die Zwischenpfeiler achteckig gebildet, die zum Teil mit unbeholfen ausgeführtem figürlichem Kapitellschmuck ausgestattet sind, welcher ähnlich auch in der Kirche des Klosters Marienberg in Helmstedt zu finden ist. Westfälischen Ursprung verraten die kuppelige, fast gratlose Ausbildung des westlichen Mittelschiffsgewölbes und die heute verwitterte Gestaltung der Gewände der beiden Langhausportale. Bei letzteren wird auf beiden Seiten jeweils ein Säulenpaar von umlaufendem, mit figürlichen Elementen durchsetztem Rankenwerk gerahmt, wie dies auch am Südportal der Nikolaikirche in Obermarsberg der Fall ist. Am Südportal finden sich Rillenschürfungen.
Zu Anfang des 16. Jahrhunderts wurde ein Umbau unter Verwendung alter Werksteine durchgeführt, von dem das obere Turmgeschoss, die rippengewölbten Seitenschiffe einschließlich der nördlich angebauten Sakristei, das Chorpolygon und die beiden westlich daran anschließenden Gewölbefelder stammen. Weiterhin wurden dabei die ursprünglich rundbogigen Mittelschiffsarkaden erhöht und die Obergadenfenster vermauert, um alle drei Schiffe mit einem Langhausdach abschließen zu können. Die Schließung der Obergadenfenster wurde in den Jahren 1834/35 teilweise wieder rückgängig gemacht und die Kirchenfenster erhielten 1873 eine Maßwerkunterteilung. Etwa Mitte des 18. Jahrhunderts wurde die westliche Turmmauer verstärkt und dabei ein Rundbogenportal mit darüberliegendem zweiteiligem Rechteckfenster angelegt. Die Giebel der Turmwände stammen vermutlich aus dem 18. Jahrhundert. Reste von Fresken aus der Mitte des 13. Jahrhunderts sind noch erhalten.

## Ausstattung
Die Rokoko-Ausstattung wurde 1787 von Johann Friedrich Blasius Ziesenis aus Hannover geschaffen. Der leicht geschwungene ehemalige Kanzelaltar ist von schlanken Kolossalsäulen eingefasst und von seitlichen Durchgängen und grazilen Überdachungen der Chorsitze begleitet. Anstelle der jetzt separat aufgestellten Kanzel wurde 1928 ein Kreuzigungsgemälde im Stil der Neuen Sachlichkeit von Magnus Zeller angebracht. Von Ziesenis stammen auch der kunstvoll holzgeschnitzte, balusterförmige Taufständer mit dem Lamm Gottes auf dem Deckel und das Lesepult. Zwei Kronleuchter aus dem 17. Jahrhundert sind ebenfalls noch zu erwähnen.
Im Turmuntergeschoss sind sechs Grabmäler des 17./18. Jahrhunderts und eine spätgotische Grabplatte erhalten. Neben dem Südportal sind spätmittelalterliche Halbfigurenreliefs mit Darstellung der Maria und des Petrus zu finden. Über dem Portalscheitel ist eine Reliefdarstellung des Kopfes des Schmerzensmanns angeordnet.
Im linken Seitenschiff steht die lebensgroße Ton-Plastik Ecce homo von Peter Marggraf.
Das Geläut besteht aus drei Glocken. Die große Glocke erklingt im Ton d1 und wurde 1647 von Ludolf Siegfriedt (Hannover) gegossen. Die mittlere Glocke aus dem Jahre 1677 ist ein Werk von Nikolaus Greve (Hannover) und erklingt in f1. Die kleine Glocke mit dem Ton g1 wurde 1982 von der Karlsruher Glocken- und Kunstgießerei ergänzt. Am Turmhelm hängen zudem noch zwei alte Schlagglocken, welche wohl aus dem 13. Jahrhundert stammen und in den Tönen d2 und e2 erklingen.

## Orgel
Die Orgel ist ein Werk der Firma Emil Hammer Orgelbau aus dem Jahr 1965 mit 34 Registern auf drei Manualen und Pedal, das 2011 durch die Firma Jörg Bente Orgelbau restauriert wurde.
Die Disposition lautet:
| I Rückpositiv C–g3 |       |
| Gedackt            | 8′    |
| Praestant          | 4′    |
| Rohrflöte          | 4′    |
| Blockflöte         | 2′    |
| Flute Traversiere  | 4′    |
| Sesquialtera II    |       |
| Sifflöte           | 1 ⁄3′ |
| Scharffmixtur IV-V |       |
| Krummhorn          | 8′    |
| Tremulant          |       |

| II Hauptwerk C–g3 |       |
| Bordun            | 16′   |
| Prinzipal         | 8′    |
| Rohrflöte         | 8′    |
| Oktave            | 4′    |
| Spitzflöte        | 4′    |
| Quinte            | 2 ⁄3′ |
| Oktave            | 2′    |
| Mixtur V-VI       |       |
| Fagott            | 16′   |
| Trompete          | 8′    |

| III Brustwerk C–g3 |        |
| Singgedeckt        | 8′     |
| Gedacktflöte       | 4′     |
| Gemshorn           | 2′     |
| Octävlein          | 1′     |
| Nasat              | 2 ⁄3′  |
| Terz               | 1 3⁄5′ |
| Knopfregal         | 8′     |
| Tremulant          |        |

| Pedal C–f1     |     |
| Subbaß         | 16′ |
| Prinzipalbaß   | 8′  |
| Bordun         | 8′  |
| Oktave         | 4′  |
| Flöte          | 2′  |
| Mixtur IV      |     |
| Posaune        | 16′ |
| Trompete       | 8′  |
| Trompetenregal | 4′  |

- Koppeln: I/II, III/II, I/P, II/P
- Freie Kombinationen I und II